# Kalde spor
Kalde spor é um filme norueguês de 1962 dirigido por Arne Skouen. 
Foi selecionado como representante da Noruega à edição do Oscar 1963, organizada pela Academia de Artes e Ciências Cinematográficas.

## Elenco
- Toralv Maurstad - Oddmund
- Henny Moan - Ragnhild
- Alf Malland - Tormod
- Ragnhild Hald
- Sverre Holm
- Egil Lorck
- Lasse Næss
- Siv Skjønberg